# Hermann Corsten
Hermann Corsten (* 18. Juli 1889 in Geilenkirchen; † 23. Juli 1968 in Köln) war ein deutscher Bibliothekar.

## Leben
Er studierte von 1912 bis 1921 Mathematik, Physik, Chemie, Maschinenbau und Elektrotechnik an der TH Aachen (1922 Diplom-Ingenieur). Von 1925 bis 1927 studierte er Volks- und Finanzwirtschaft an der Universität Köln (1927 mit der Promotion zum Dr. rer. pol.). Nach dem Studienabschluss in Köln begann er 1927 in der Universitätsbibliothek Bonn das Volontariat für den höheren Bibliotheksdienst. Im darauf folgenden Jahr legte er seine Fachprüfung ab und ging für ein Jahr als Bibliothekar an die TH Berlin. 1929 wechselte er an die Preußische Staatsbibliothek in Berlin. Zum 1. Mai 1933 trat er der NSDAP bei (Mitgliedsnummer 2.838.913). Von 1933 bis 1954 war er Direktor der Universitäts- und Stadtbibliothek Köln.

## Schriften (Auswahl)
- Das Einsteuerproblem in der deutschen Finanzwissenschaft vom Ausgange des 18. Jahrhunderts bis zur Jetztzeit. Wuppertaler Druck, Elberfeld 1929, OCLC 48787898.
- Hundert Jahre deutscher Wirtschaft in Fest- und Denkschriften. Eine Bibliographie. Schroeder, Köln 1937 (Kölner bibliographische Arbeiten; 2), OCLC 974106186.
- als Herausgeber: Das Schrifttum der zur Zeit an der Universität Köln wirkenden Dozenten. Aus Anlaß der Erinnerungsfeier an die vor 550 Jahren erfolgte Gründung der alten Universität Köln. Schroeder, Köln 1938, OCLC 1069824769.
- als Herausgeber: Rheinische Bibliographie. Das wissenschaftliche Schrifttum über das Rheinland und seine Grenzgebiete seit Erfindung der Buchdruckerkunst bis zum Jahre 1933 einschließlich. Schroeder, Köln 1938, OCLC 716635124.